# Assam
Assam (asamski: অসম) je indijska savezna država smještena južno od istočnog dijela Himalaja. 
Savezna država Assam je okružena sedam saveznih "sestrinskih" država: Arunachal Pradesh, Nagaland, Manipur, Mizoram, Tripura i Meghalaya, te graniči s Bangladešom i Butanom. Država ima stanovnika 26,655,528 i prostire se na 78,438 km2. Glavni grad države je Dispur. 